# آلبر ژمریش
آلبر ژمریش (فرانسوی: Albert Gemmrich‎؛ زادهٔ ۱۳ فوریهٔ ۱۹۵۵) بازیکن سابق فوتبال اهل فرانسه است.
از باشگاه‌هایی که در آن بازی کرده‌است می‌توان به باشگاه فوتبال استراسبورگ، باشگاه فوتبال نیس، باشگاه فوتبال بوردو، باشگاه فوتبال لیل، و باشگاه فوتبال استراسبورگ اشاره کرد.
وی همچنین در تیم ملی فوتبال فرانسه بازی کرده‌است.